# Proceso de Pidgeon

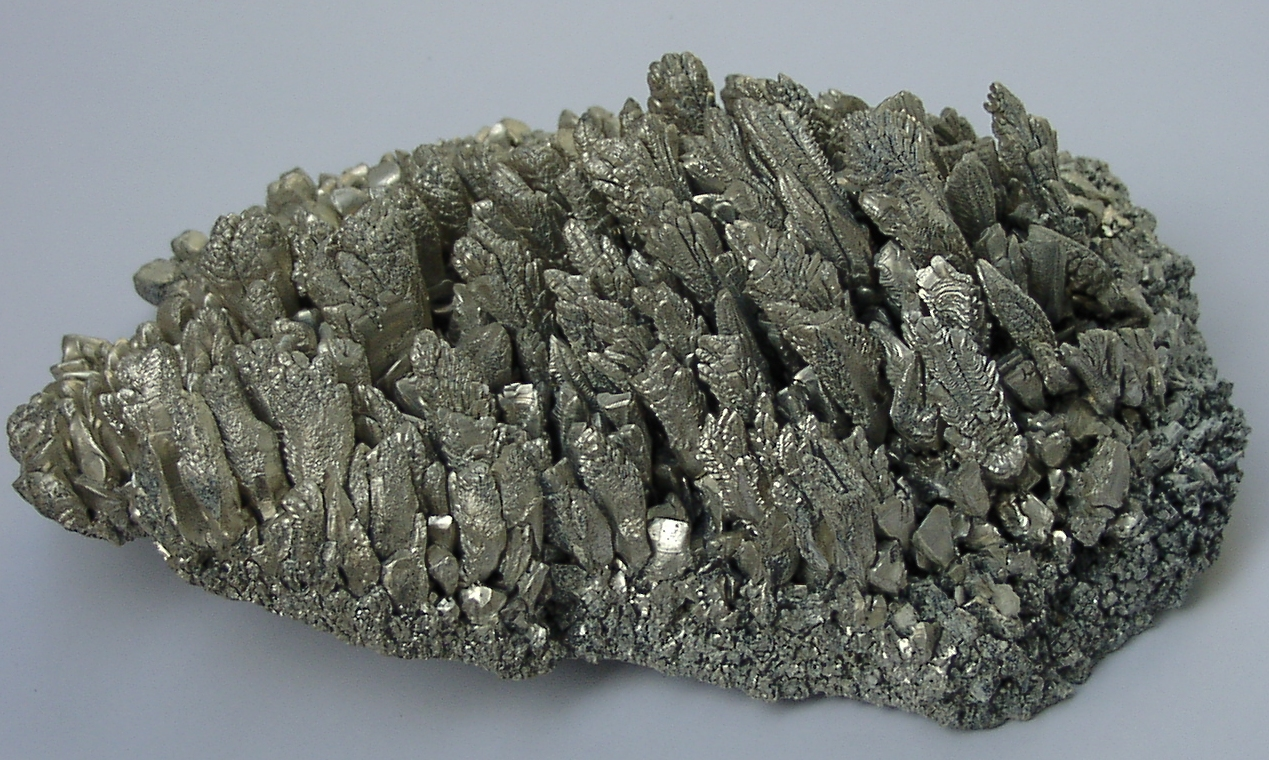
Cristales de magnesio depositados en vapor del proceso Pidgeon

El proceso de Pidgeon es uno de los métodos de producción de magnesio metálico, a través de una reducción silicotérmica. La producción práctica requiere aproximadamente 35–40 MWh/tonelada de metal producido, lo que está a la par con los métodos de producción electrolíticos de sales fundidas, aunque por encima del mínimo teórico de 7 MWh/tonelada. 

## Química
La ecuación química básica de este proceso es: 
Si(s) + 2 MgO(s) ↔ SiO2(s) + 2 Mg(g) (alta temperatura, zona de ebullición por destilación)
El silicio y la magnesia reaccionan para producir sílice y magnesio. 
Sin embargo, de acuerdo con los diagramas de Ellingham, esta reacción es termodinámicamente desfavorable, de acuerdo con el principio de equilibrio de Le Chatelier, todavía se puede conducir hacia la derecha mediante el suministro continuo de calor y mediante la eliminación de uno de los productos, es decir, la destilación del vapor de magnesio. El punto de ebullición a presión atmosférica del magnesio metálico es muy bajo, solo 1090 °C, e incluso más bajo en vacío. Se prefiere el vacío, ya que permite temperaturas más bajas. 
La forma más utilizada y más barata de silicio es como una aleación de ferrosilicio. El hierro de la aleación no es más que un espectador en las reacciones. 
La materia prima de magnesio de esta reacción es el óxido de magnesio, que se puede obtener de varias maneras. En todos los casos, las materias primas deben ser calcinadas para eliminar tanto el agua como el dióxido de carbono, que sería gaseoso a las temperaturas de reacción, y seguiría el vapor de magnesio y revertiría la reacción. 
Una forma es por mar o agua de lago, cloruro de magnesio hidrolizado a hidróxido, que luego se calcina a óxido de magnesio mediante la eliminación de agua. Otra forma es usar magnesita extraída (MgCO3) que ha sido calcinada a óxido de magnesio mediante la eliminación de dióxido de carbono. Con mucho, la materia prima más utilizada es la dolomita minada, un mezcla (Ca, Mg)CO3, donde el óxido de calcio presente en la zona de reacción elimina la sílice formada, libera calor y consume uno de los productos, lo que ayuda a impulsar el equilibrio a la derecha. 
(Ca, Mg) CO3(s) → CaO. MgO(s) + CO2(g) (calcinación de dolomita)
(Fe, Si)(s) + 2 MgO(s)↔ Fe(s)+ SiO2(s)+ 2 Mg(g)
CaO + SiO2 → CaSiO3
El proceso Pidgeon es un proceso por lotes en el que la dolomita calcinada finamente pulverizada y el ferrosilicio se mezclan, se convierten en briquetas y se cargan en retortas hechas de aleación de níquel-cromo-acero. La porción de la zona de reacción caliente de la retorta se calienta con gas, carbón o se calienta eléctricamente en un horno, mientras que la sección de condensación equipada con deflectores extraíbles se extiende desde el horno y se enfría con agua. Debido a la destilación, se producen coronas de magnesio de muy alta pureza, que luego se vuelven a fundir y se convierten en lingotes. 

## Proceso carbotérmico inviable
No se puede usar el uso metalúrgico habitual del carbono como agente reductor en lugar del silicio, porque el dióxido de silicio es un sólido, mientras que el dióxido de carbono y el monóxido son gaseosos, y seguirían al magnesio a la zona de condensación, revirtiendo la reacción de la siguiente manera. 
C (s) + MgO (s) → CO (g) + Mg (g) (alta temperatura, zona de ebullición por destilación)
CO (g) + Mg (g) → C (s) + MgO (s) (baja temperatura, zona de destilación y condensación)
En este caso, la reacción carbotérmica no produciría rendimiento cuando los vapores se movieran a las zonas de condensación más frías dentro del reactor, aunque temporalmente habría monóxido de carbono intermedio y vapores de magnesio reales. Todavía hay un proceso factible con carbono, que utiliza la congelación de los vapores, para no permitir en cualquier momento la reacción inversa, aunque tal enfriamiento por choque está muy lejos de ser un proceso industrial económico. 
A temperaturas donde el magnesio todavía es líquido o sólido (digamos 600-700 °C), pero los óxidos de carbono son gaseosos, el inmenso contraconjunto termodinámico hace que las reacciones sean poco prácticas, incluso si el argón purgó el monóxido de carbono. El equilibrio puede ser teóricamente conducido de cualquier manera, pero es prácticamente lento si las velocidades de reacción directa e inversa son minúsculas. 
A bajas temperaturas, la energía de reacción domina todo lo demás, y en este sentido también el silicio supera al carbono, porque el dióxido de silicio tiene un calor de formación mucho mayor que los óxidos de carbono, como se ve mejor en los diagramas de Ellingham. 

## Antecedentes históricos
Este proceso fue inventado a principios de la década de 1940 por el Dr. Lloyd Montgomery Pidgeon del Canadian National Research Council (NRC). La primera planta fue construida en 1941 y operada por Dominion Magnesium en Haley, Ontario, Canadá. Esta planta funcionó durante 63 años, más recientemente por Timminco Metals. En los últimos 10 años, el proceso Pidgeon ha llegado a dominar la producción mundial de magnesio. China es el proveedor dominante de magnesio y metal, confiando casi exclusivamente en este método.
La reducción silicotérmica de dolomita fue desarrollada por primera vez por el Dr. Amati en 1938 en la Universidad de Padua, donde se archiva su tesis. Inmediatamente después, se estableció una producción industrial en Bolzano. El proceso utilizó retortas calentadas externamente en concepto idéntico a las utilizadas por el Dr. Pidgeon dos años después.

## Problemas del mercado mundial
Antes de mediados de la década de 1990, el mercado mundial para la producción de magnesio metálico estaba dominado por procesos electrolíticos, con Estados Unidos como el proveedor dominante. Durante más de 80 años, Dow Chemical operó una planta con una capacidad de 65 kt/año cerca de Freeport, TX, basada en la electrólisis de cloruro de magnesio extraído con agua de mar, que fue el principal proveedor de metal de magnesio hasta su cierre en 1998. A partir de 2005, hay un único productor estadounidense, en Utah, US Magnesium, una compañía nacida del ahora desaparecido Magcorp. A partir de 2005, los EE. UU. produjeron alrededor de 45 de un total de 615 kt/año (7 %), en comparación con 140 de 311 kt/año (45 %) en 1995. En contraste, en 2005 China produjo 400 de los 615 kt/año (65 %), en comparación con 12 de 311 kt/año (4 %) en 1995.
El precio del metal de magnesio se desplomó de $ 2300/t en 1995 a $ 1300/t en 2001, pero recientemente (2004) subió a más de $ 2300/t, debido al aumento de los costos de ferrosilicio, energía y transporte, y en previsión deseveros aranceles antidumping en todo el mundo. 
Como se indicó anteriormente, la eficiencia energética de los procesos térmicos es comparable a los electrolíticos, ambos requieren aproximadamente 35-40 MWh/t. El método de Pidgeon es menos complejo tecnológicamente, y debido a las condiciones de destilación / deposición de vapor, se puede lograr fácilmente un producto de alta pureza. En el pasado, además de los EE. UU., los otros principales productores de magnesio han incluido tradicionalmente a Norsk Hydro de Noruega / Canadá y, en menor medida, a los antiguos países de la Unión Soviética, Brasil y Francia, que poseían energía eléctrica hidroeléctrica o nuclear barata y abundante. Un jugador que recientemente ingresó al mercado mundial es Israel, mientras que la empresa australiana Magnesium International está planeando una fundición de 100 kt/año en Sokhna en Egipto, utilizando el proceso electrolítico Dow.